# Nicolai Dirdal
Nicolai Edland Dirdal (* 21. Februar 1896 in Mosterøy; † 26. August 1991 in Oslo) war ein norwegischer Pianist und Musikpädagoge.
Dirdal unterrichtete von 1922 bis 1970 Klavier am Konservatorium von Oslo. Er war von 1946 bis 1952 Vorsitzender der Musiklehrervereinigung von Oslo, von 1952 bis 1976 Vorsitzender des Norwegischen Landesverbandes der Musiklehrer und von 1959 bis 1962 Präsident der Nordisk musikkpedagogisk union sowie Begründer und Herausgeber der Norsk Musikktidsskrift (1964–1980). Zu seinen zahlreichen Schülern zählten Einar Steen-Nøkleberg, Kjell Bækkelund, Magne Hegdal, Øystein Gaukstad und Einar Henning Smebye. Für seine um das norwegische Musikleben wurde er u. a. mit dem Lindemanprisen ausgezeichnet.

## Quelle
- Store Norke Leksikon - Nicolai Edland Dirdal

| Personendaten    | Personendaten                               |
| ---------------- | ------------------------------------------- |
| NAME             | Dirdal, Nicolai                             |
| ALTERNATIVNAMEN  | Dirdal, Nicolai Edland (vollständiger Name) |
| KURZBESCHREIBUNG | norwegischer Pianist und Musikpädagoge      |
| GEBURTSDATUM     | 21. Februar 1896                            |
| GEBURTSORT       | Mosterøy                                    |
| STERBEDATUM      | 26. August 1991                             |
| STERBEORT        | Oslo                                        |